# Ejército consular

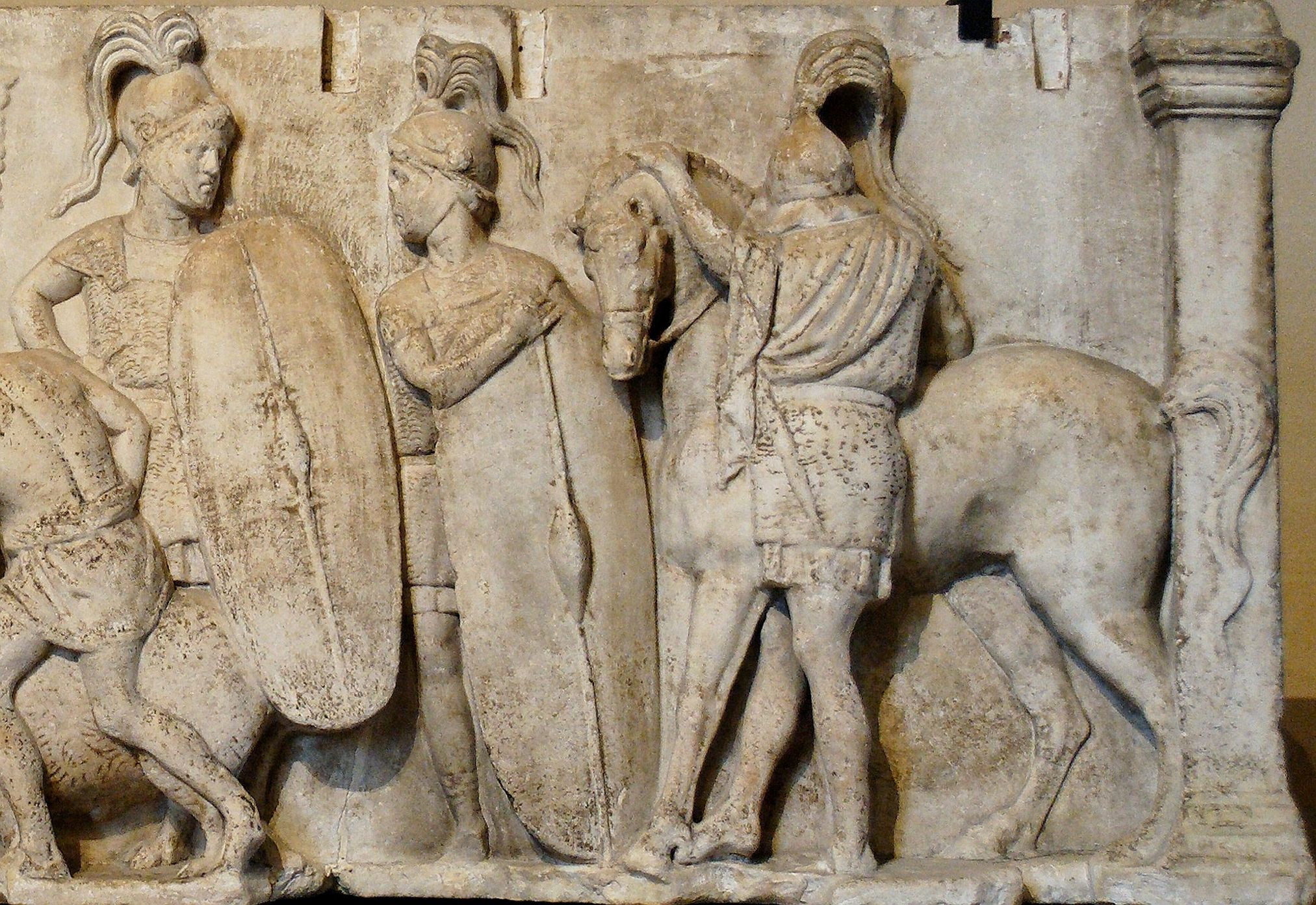
Escena de sacrificio durante un censo: Parte derecha de una placa del Altar de Domicio Ahenobarbo conocida como “friso del Censo”. Mármol, obra de arte romana de finales del Desde el Campo Marzio, Roma

El ejército consular era una unidad militar utilizada en tiempos de la República romana. Se ponía uno de estos ejércitos a disposición de cada uno de los dos cónsules que salían elegidos cada año de las elecciones consulares. Los dos ejércitos consulares constituían el ejército permanente de Roma. Excepcionalmente, en situaciones de emergencia en las que era elegido un Dictador, este controlaba ambos ejércitos consulares, tarea en la que era ayudado por su Maestro de caballería. 
El ejército consular estaba compuesto por dos legiones de ciudadanos y dos Alae Sociorum de tropas aliadas de pueblos itálicos, cada una de ellas equivalente en tamaño a una legión. Adicionalmente a estas subunidades paritarias, se reclutaba un contingente de aliados itálicos cuyo número variaba dependiendo de las circunstancias, denominado los extraordinarii. En total, un ejército consular comprendía alrededor de 25 000 infantes y 1800 jinetes, aunque su tamaño variaba en función del número de integrantes que tuviera una legión o alae en cada período y del volumen total de extraordinaria incorporados.  
Cuando las necesidades bélicas requerían la existencia de más ejércitos, estos se organizaban y quedaban bajo mando de pretores o procónsules y su composición solía constar de dos legiones con sus respectivas "alae" o una única legión con su "alae", dependiendo de la entidad del conflicto en que estuviesen envueltos. En estas situaciones, los ejércitos consulares desempeñaban el papel de fuerza principal, mientras que estos otros ejércitos solían estar asignados a un territorio y jugaban un papel secundario, contando con un menor número de efectivos pese a que pudiesen estar estructurados por igual número de legiones y "alaes".

## Evolución
Durante todo el periodo republicano, fruto de la continua experiencia bélica, los ejércitos consulares fueron sufriendo cambios, tanto en el número de sus integrantes, como en la estructura interna de las legiones que lo componían. De acuerdo a Polibio, en el 225 a. C., cuando sucede la invasión gala de Etruria, los romanos alistan legiones de 5500 hombres y 300 jinetes. Según el mismo autor, a mediados del siglo II a. C. las legiones y las "alaes" eran simétricas y su número variaba entre los 4200 y 6000 hombres. Pero el mismo Polibio destaca la presencia de unos contingentes de aliados itálicos en dichos ejércitos consulares, fuera de esa estructura simétrica. Se trataba de los "extraordinaria", que el autor griego cuantificaba en un tercio de la caballería aliada y en una quinta parte de las tropas de infantería, cifras que debían corresponder a la época en que él vivió. La presencia de estos extraordinaria también está corroborada por Tito Livio en el ejército del procónsul Marco Claudio Marcelo en la batalla de Canusio durante la segunda guerra púnica.

## Los ejércitos consulares de la segunda guerra púnica
En el periodo de la segunda guerra púnica, los ejércitos consulares sufrieron variaciones a lo largo del tiempo. De acuerdo a Tito Livio, en el primer año de guerra (218 a. C.), los dos existentes bajo mando de los cónsules Publio Cornelio Escipión y Tiberio Sempronio Longo, contaban con dos legiones romanas de 3000 soldados cada una y dos contingentes aliados que totalizaban 14 000 y 16 000 infantes respectivamente, sumando alrededor de 22 000 (Escipión) y 24 000 (Sempronio) hombres de infantería. Para el segundo año de guerra (217 a. C.), el mismo autor romano y Apiano de Alejandría, describen ejércitos consulares de 30 000 hombres, existiendo menciones a un incremento en el número de integrantes en las legiones de 4200 a 6000 efectivos. E incluso tenemos noticias por Tito Livio de un ejército de hasta 40 000 hombres (ejército consular de Cayo Claudio Nerón) en el año 207 a. C. 
Normalmente la cantidad de efectivos romanos era de dos legiones de 4000 a 5000 infantes cada una. El contingente aliado no bajaba de 15 000 infantes y en estos ejércitos consulares doblaba en hombres tanto de caballería como de infantería a los que contaban con la ciudadanía romana. Hay una cita de Livio a un ejército consular que parte de Roma con hasta 25 000 aliados (ejército de Tiberio Sempronio Graco en 215 a. C.). Al final de la guerra (204 a. C.), Livio describe legiones de 6200 infantes en el ejército que Escipión el Africano lleva a África.
Como hecho excepcional ante la escasez de ciudadanos romanos debido a las abundantes bajas durante los dos primeros años de dicha segunda guerra púnica, se llegó a integrar las legiones romanas del ejército consular de Tiberio Sempronio Graco con 8000 esclavos manumitidos (que operaron encuadrados en el mismo desde 215 a. C. hasta el año 212 a. C. en que se produce una deserción importante al morir Graco). Esta incorporación de esclavos se repetiría en 207 a. C. cuando hubo que reclutar dos legiones para un nuevo ejército que operó en Etruria bajo mando de Cayo Terencio Varrón.
Durante este periodo hay también menciones a la incorporación de caballería (hispana, gala y númida) y de contingentes especializados (arqueros) de pueblos aliados no itálicos, en estos ejércitos romanos. Esta costumbre se afianzaría conforme la República se expandió y entró en alianza con nuevas naciones que aportaron en diversas campañas contingentes significativos de infantería y caballería.